# 扁平上皮性歯原性腫瘍
扁平上皮性歯原性腫瘍（へんぺいじょうひせいしげんせいしゅよう、Squamous odontogenic tumor）は、歯原性腫瘍の一種で、良性腫瘍である。
2005年のWHO分類により、歯原性扁平上皮種から改名された。扁平上皮よりなる、まれな局所浸潤性良性腫瘍である。エックス線像としては、歯槽骨内に単房性から多房性（大多数は単房性）の骨透過像がみられる。構成としては扁平上皮からなる島状の腫瘍胞巣と密な線維性間質からなる。再発はほとんどない。

## 鑑別診断
以下の疾患との病理学的な鑑別診断が必要である。
- エナメル上皮腫

胞巣外層細胞の柵状配列、胞巣内部のエナメル髄様柵状配列は扁平上皮性歯原性腫瘍には無い。
- 扁平上皮癌

扁平上皮性歯原性腫瘍には、真の浸潤性格や細胞異型性はない。

## 疫学
好発年齢は20歳代で、性差はない。